# Şükrü Özyıldız
Şükrü Özyıldız   (Esmirna, 18 de febrer de 1988) és un actor turc de cinema, televisió i teatre, reconegut per la seva trajectòria en diverses produccions. Des del seu debut el 2011, s'ha consolidat com una de les figures més destacades de l'entreteniment a Turquia.

## Biografia
Özyıldız va néixer a la ciutat d'Esmirna. La seva mare pertany a la minoria ètnica Rûm, provinent de Rodes.El seu pare té ascendència turca de Trebisonda, a la regió del Mar Negre turc. Té una germana dos anys menor que ell.
Inicialment, va ingressar a la Universitat Tècnica d'Istanbul per estudiar enginyeria mecànica naval, però després d'un any va decidir canviar de rumb i es va inscriure a la Universitat de l'Egeu per estudiar administració d'empreses. Posteriorment, va participar en el programa Erasmus i es va traslladar a Portugal per continuar els seus estudis. Özyıldız ha estat interessat en els esports marcials des que era jove i ha participat en baralles en gàbia a Portugal. Més tard va abandonar aquesta activitat i ha explicat que canalitzava la seva hiperactivitat als sets de filmació. El seu interès per l'actuació va sorgir després d'assistir a un taller d'interpretació a l'estranger, cosa que el va portar a formar-se professionalment al Müjdat Gezen Art Center.

## Carrera

### Televisió
Şükrü Özyıldız va iniciar la seva carrera televisiva el 2011 amb Derin Sular (Aigües Profundes), interpretant el paper protagonista de Toprak juntament amb Hilal Altınbilek i Deniz Baysal. Posteriorment, va participar en produccions com Uçurum (L'Abisme, 2012), on va fer una aparició especial com l'advocat Tolga, i Çalıkuşu (El Rossinyol, 2013), adaptació de la novel·la de Reşat Nuri Güntekin, on va interpretar el personatge secundari de Murat.
Entre 2013 i 2014 va protagonitzar Benim Hala Umudum Var (Encara Tinc Esperança), emesa inicialment per Star TV i després per FOX. En aquesta producció va interpretar Ozan Korkmaz, compartint protagonisme amb Gizem Karaca i Berk Oktay, fet que va contribuir a augmentar la seva popularitat. El 2014 va interpretar Emir Kılıç a Şeref Meselesi (Qüestió d'Honor), adaptació de la sèrie italiana L'onore e il rispetto. Aquesta producció va comptar amb un repartiment que incloïa Kerem Bürsin, Burcu Biricik i Yasemin Allen.
La seva versatilitat com a actor es va evidenciar el 2015 quan va participar a Tatlı Küçük Yalancılar (Petites Mentideres), versió turca de la sèrie nord-americana Pretty Little Liars, on va interpretar Eren al costat de Bensu Soral i Melisa Şenolsun. El 2016 va assumir el doble paper d'Efe/Mete Demircan a Kış Güneşi (Sol d'Hivern), treballant amb l'actriu Aslı Enver.
Durant els anys següents va continuar ampliant la seva filmografia televisiva amb papers protagonistes a Çoban Yıldızı (Estrella del Pastor, 2017), on va interpretar Seyit Zahir juntament amb Selin Şekerci, i Nefes Nefese (Sense Alè, 2018), on va donar vida a Yusuf Alacan al costat de l'actor Uğur Yücel. El 2019 va fer una aparició especial com a Levent a la sèrie web Jet Sosyete (Jet Society) de Gülse Birsel.
El 2021 va protagonitzar la sèrie d'acció Akıncı (El Justicier) al canal atv, interpretant el doble paper d'Akıncı/Fatih Aktolga. L'any següent va realitzar un cameo a Masumlar Apartmanı (L'Edifici dels Innocents) emesa per TRT 1.
El 2023 va protagonitzar Ruhun Duymaz (L'Ànima no ho Sap), una sèrie que combina elements de comèdia romàntica i drama, on interpreta l'agent d'intel·ligència Onur Karasu juntament amb l'actriu Burcu Özberk.
La seva activitat televisiva ha continuat el 2024 amb participacions a Karşılaşmalar (Trobades) a la plataforma Exxen, i a la sèrie Esas Oğlan (Aquest Noi) per a GAİN. Per a televisió convencional va protagonitzar Karadut al canal atv, on treballà amb İrem Helvacıoğlu.

### Cinema
La carrera cinematogràfica de Şükrü Özyıldız va començar el 2013 amb Neva, on va interpretar el protagonista Ilgın juntament amb Başak Parlak. Aquesta pel·lícula està basada en una novel·la autobiogràfica.
El 2015 va protagonitzar Sevimli Tehlikeli (Encantador però Perillós) donant vida a Zarok, amb Ayça Ayşin Turan com a coprotagonista.
L'any següent va participar en dues produccions: la comèdia romàntica Her Şey Aşktan (Tot és per Amor), on va interpretar Burak al costat de Hande Doğandemir, i la pel·lícula d'època Ekşi Elmalar (Pomes Àcides), dirigida per Yılmaz Erdoğan, on va interpretar Özgür compartint pantalla amb Farah Zeynep Abdullah i Şükran Ovalı.
El 2018 va protagonitzar Cebimdeki Yabancı (Un Estrany a la meva Butxaca), adaptació turca de la pel·lícula italiana Perfetti Sconosciuti (Perfectes Desconeguts), interpretant Sinan juntament amb Buğra Gülsoy i Leyla Lydia Tuğutlu. El mateix any va interpretar l'actor històric turc Ayhan Işık a la comèdia Arif V 216.
El 2022 va protagonitzar Aşk Taktikleri (Tàctiques d'Amor) amb Demet Özdemir, una de les pel·lícules turques més vistes a Netflix, èxit que va propiciar una seqüela, Aşk Taktikleri 2 (Tàctiques d'Amor 2), estrenada el 2023.

### Teatre
En l'àmbit teatral, Şükrü Özyıldız va debutar el 2013 amb Kim Korkar Hain Kurttan (Qui te por de Virginia Woolf?), adaptació turca de l'obra d'Edward Albee. En aquesta producció va interpretar Nick juntament amb l'actriu Zerrin Tekindor.
Un dels seus treballs més destacats al teatre ha estat la interpretació del Barretaire Boig (Şapkacı) al musical Alice Müzikali (El Musical d'Alícia), adaptació d'Alícia al País de les Meravelles produïda per Disney. Va interpretar aquest paper el 2019 i novament en la reposició de 2022, compartint escenari amb l'actriu Serenay Sarıkaya.

### Propers projectes
Şükrü Özyıldız participarà el 2025 en la segona temporada de Zamanın Kapıları (Les Portes del Temps) interpretant el personatge de Mert a la plataforma beIN CONNECT, on treballarà juntament amb Birkan Sokullu i Esra Bilgiç.
També està previst que aparegui a la tercera entrega de Zeytin Ağacı (Olivera) per a Netflix, on interpretarà Özgür, personatge que serà parella del personatge interpretat per Tuba Büyüküstün.

## Premis
- Premi Watsons al millor somriure (2019),[12]guanyador.
- Premi GQ Turquia MAN OF THE YEAR com a millor actor per la seva interpretació del Barretaire Boig (Şapkacı) a Alice Müzikali (2020) guanyador.[13]
- Premis Altın Kelebek (2023) nominat com a Millor actor de comèdia romàntica i també a la categoria de Millor parella de l'any amb Burcu Özberk per la seva actuació a la sèrie Ruhun Duymaz.
- Premis Pantene Papallona Daurada també va ser nominat alsen les mateixes categories.[14]

## Filmografia

### Cinema
| Any  | Títol                                            | Paper      | Categoria          |
| ---- | ------------------------------------------------ | ---------- | ------------------ |
| 2013 | Neva                                             | Ilgın      | Paper protagonista |
| 2015 | Sevimli Tehlikeli (Encantador però Perillós)     | Zarok      | Paper protagonista |
| 2016 | Her Şey Aşktan (Tot és per Amor)                 | Burak      | Paper protagonista |
| 2016 | Ekşi Elmalar (Pomes Àcides)                      | Özgür      | Paper protagonista |
| 2018 | Cebimdeki Yabancı (Un Estrany a la meva Butxaca) | Sinan      | Paper protagonista |
| 2018 | Arif V 216                                       | Ayhan Işık | Paper secundari    |
| 2022 | Aşk Taktikleri (Tàctiques d'Amor)                | Kerem      | Paper protagonista |
| 2023 | Aşk Taktikleri 2 (Tàctiques d'Amor 2)            | Kerem      | Paper protagonista |

### Televisió
| Any       | Títol                                         | Paper                | Categoria          | Canal        |
| --------- | --------------------------------------------- | -------------------- | ------------------ | ------------ |
| 2011      | Derin Sular (Aigües Profundes)                | Toprak               | Paper protagonista | FOX          |
| 2012      | Uçurum (L'Abisme)                             | Advocat Tolga        | Aparició especial  |              |
| 2013      | Çalıkuşu (El Rossinyol)                       | Murat                | Paper secundari    |              |
| 2013–2014 | Benim Hala Umudum Var (Encara Tinc Esperança) | Ozan Korkmaz         | Paper protagonista | Star TV, FOX |
| 2014      | Şeref Meselesi (Qüestió d'Honor)              | Emir Kılıç           | Paper protagonista |              |
| 2015      | Tatlı Küçük Yalancılar (Petites Mentideres)   | Eren                 | Paper protagonista |              |
| 2016      | Kış Güneşi (Sol d'Hivern)                     | Efe/Mete Demircan    | Paper protagonista |              |
| 2017      | Çoban Yıldızı (Estrella del Pastor)           | Seyit Zahir          | Paper protagonista |              |
| 2018      | Nefes Nefese (Sense Alè)                      | Yusuf Alacan         | Paper protagonista |              |
| 2021      | Akıncı (El Justicier)                         | Akıncı/Fatih Aktolga | Paper protagonista | atv          |
| 2022      | Masumlar Apartmanı (L'Edifici dels Innocents) | Cameo                | Aparició especial  | TRT 1        |
| 2023      | Ruhun Duymaz (L'Ànima no ho Sap)              | Onur Karasu          | Paper protagonista |              |
| 2024      | Karşılaşmalar (Trobades)                      |                      |                    | Exxen        |
| 2024      | Esas Oğlan (Aquest Noi)                       | Şükrü                | Aparició especial  | GAİN         |
| 2024      | Karadut                                       | Tayfun Karca         | Paper protagonista | atv          |

### Sèries web
| Any  | Títol                     | Paper  | Categoria         | Plataforma |
| ---- | ------------------------- | ------ | ----------------- | ---------- |
| 2019 | Jet Sosyete (Jet Society) | Levent | Aparició especial |            |

### Teatre
| Any  | Títol                                               | Paper                     | Categoria          |
| ---- | --------------------------------------------------- | ------------------------- | ------------------ |
| 2013 | Kim Korkar Hain Kurttan (Qui tem a Virginia Woolf?) | Nick                      | Paper protagonista |
| 2019 | Alice Müzikali (El Musical d'Alícia)                | Şapkacı (Barretaire Boig) | Paper protagonista |
| 2022 | Alice Müzikali (El Musical d'Alícia)                | Şapkacı (Barretaire Boig) | Paper protagonista |